# Лопес-Гарсиа, Альваро
| Открытые астероиды: 12 Все открытия сделаны совместно с Анри Дебеонь | Открытые астероиды: 12 Все открытия сделаны совместно с Анри Дебеонь |
| -------------------------------------------------------------------- | -------------------------------------------------------------------- |
| (5755) 1992 OP7                                                      | 20 июля 1992                                                         |
| (7880) 1992 OM7                                                      | 19 июля 1992                                                         |
| (8376) 1992 OZ9                                                      | 30 июля 1992                                                         |
| (9195) 1992 OF9                                                      | 26 июля 1992                                                         |
| (10800) 1992 OM8                                                     | 22 июля 1992                                                         |
| (11297) 1992 PP6                                                     | 5 августа 1992                                                       |
| (11538) 1992 OJ8                                                     | 22 июля 1992                                                         |
| (13556) 1992 OY7                                                     | 21 июля 1992                                                         |
| 13557 Lievetruwant                                                   | 24 июля 1992                                                         |
| (13558) 1992 PR6                                                     | 5 августа 1992                                                       |
| (17510) 1992 PD6                                                     | 1 августа 1992                                                       |
| (39559) 1992 OL8                                                     | 22 июля 1992                                                         |

Альваро Лопес-Гарсиа (исп. Álvaro López-García, 1941) — это испанский астроном и первооткрыватель астероидов, который работал в обсерватории Ла-Силья. В период с июля по август 1992 года совместно с бельгийским астрономом Анри Дебеонь им было обнаружено в общей сложности 12 астероидов. 
Альваро Лопес-Гарсиа является профессором астрономии в университете Валенсии, а также директором обсерватории этого города и специалистом по астрометрии и динамике движения малых планет.
В знак признания его заслуг одному из астероидов было присвоено его имя (4657) Лопес.
Его не следует путать с другим испанским астрономом и первооткрывателем астероидов Анхельмом Лопесом.